# RAPIS-1
RAPIS-1 (acronyme de Rapid Innovative Payload Demonstration Satellite 1) est un micro-satellite expérimental développé par l'agence spatiale japonaise et placé sur une orbite héliosynchrone de 500 kilomètres le 18 janvier 2019 par un lanceur Epsilon qui a décollé de la base de lancement d'Uchinoura. Le satellite doit permettre de tester plusieurs équipements expérimentaux dans l'espace. 

## Objectifs
RAPIS-1 est le premier satellite d'une nouveau programme de l'agence spatiale japonaise (JAXA), baptisé  Innovative Satellite Technology Demonstration Program (en), rassemblant des satellites utilisés pour tester de nouveaux types d'équipement. Le satellite a été construit par la société japonaise Axelspace avec des charges utiles fournies par différents fournisseurs.

## Caractéristiques techniques
Le satellite qui a une forme cubique d'environ 1 mètre de côté a une masse d'environ 200 kilogrammes. Le satellite est stabilisé 3 axes avec une précision de pointage de 300 secondes d'arc. Les panneaux solaires fournissent environ 100 watts et la consommation est d'environ 56 watts avec des pointes à 130 watts. Le débit sur la liaison descendante est de 10 mégabits par seconde.

## Charge utile
La masse totale de la charge utile est de 35 kg. Elle comprend : 
- de nouveaux types de panneaux solaires développés par la JAXA. La mission doit permettre de vérifier que le déploiement des panneaux solaires s'effectue normalement et que la production d'énergie  est conforme aux attentes.
- Un émetteur expérimental permettant des débit de 2 à 3 gigabits de données par seconde fourni par l’Université Keio ;
- des capteurs solaires et viseur d'étoiles expérimentaux ;
- une expérience de lâcher de particules ;
- une propulsion utilisant des ergols verts pour le contrôle d'attitude ;
- un récepteur expérimental de signaux de satellite de navigation.